# Мозолёво-1
Мозолёво-1 — деревня в Борском сельском поселении Бокситогорского района Ленинградской области.

## История
Выставка Мозолева Климантовского Колбежского погоста, упоминается в переписи 1710 года.
Деревня Мозолова обозначена на карте Санкт-Петербургской губернии 1792 года, А. М. Вильбрехта.

МОЗОЛЕВО — погост с усадьбой Пареевского общества. Ручей Ленинка. 

Крестьянских дворов — нет. Строений — 2, в том числе жилых — 2. Школа.

Число жителей по приходским сведениям 1879 г.: 3 м. п., 1 ж. п.

В усадьбе: Строений — 9, в том числе жилых — 4. Число жителей по приходским сведениям 1879 г.: 2 м. п., 2 ж. п.

В конце XIX — начале XX века деревня административно относилась к Большегорской волости 3-го земского участка 1-го стана Тихвинского уезда Новгородской губернии.
В начале XX века в 200 саженях от погоста находился жальник, длиной 140 шагов и шириной 70 шагов, всего 26 могил. На жальнике 4 каменных креста.

МОЗОЛЕВО — погост на церковной земле, дворов — 3, жилых домов — 3, число жителей: 7 м. п., 3 ж. п.
 
Занятия жителей — церковная служба. Река Ленинка. Церковь, часовня, церковно-приходская школа, земская школа, торжок 8 июля. 

МОЗОЛЕВО (ЗАБЕГАЛОВКА) — посёлок З. Алексеева, дворов — 1, жилых домов — 1, число жителей: 3 м. п., 2 ж. п.
 
Занятия жителей — земледелие. Река Ленинка. Смежно с погостом Мозолево.
 
МОЗОЛЕВО — посёлок К. Александрова, дворов — 1, жилых домов — 2, число жителей: 2 м. п., 6 ж. п.
 
Занятия жителей — сапожный промысел. Река Ленинка. Смежно с погостом Мозолево и усадьбой Комарово. 

МОЗОЛЕВО — усадьба К. Андреева, дворов — 1, жилых домов — 1, число жителей: 4 м. п., 3 ж. п.
 
Занятия жителей — земледелие. Река Ленинка. Смежно с погостом Мозолево. (1910 год)

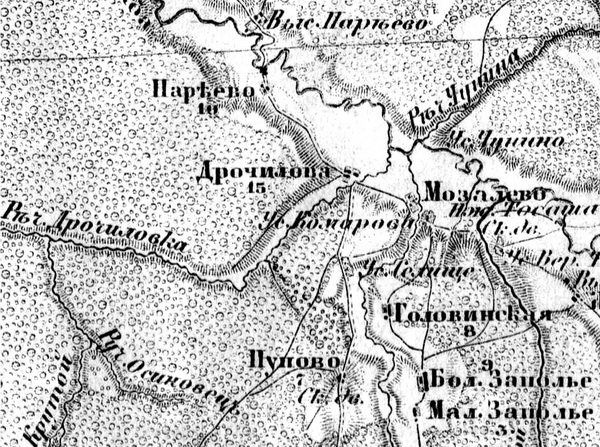
Деревня Мозолёво-1 на карте 1913 года

Согласно карте Новгородской губернии 1913 года, деревня называлась Мозалево.
По данным 1933 года село называлось Мазолево и являлось административным центром Мозолевского сельсовета Дрегельского района Ленинградской области, в который входили 20 населённых пунктов: деревни Большое Заполье, Большое Пареево, Головинская, Драчилово, Жилая Глина, Малое Заполье, Мощенка, Пехово, Плесо, Подклинье, Пупово, Пустая Глина, Рудная Горка, Табаша, Фоминское, Ярышево, Ярцево, село Мазолево, хутор Левин Лог и выселок Табково общей численностью населения 2101 человек.
По данным 1936 года в состав Мозолевского сельсовета входили 13 населённых пунктов, 370 хозяйств и 8 колхозов.
С 5 июля 1944 года Дрегельский район находился в составе Новгородской области. 
5 июля 1956 года Указом Президиума Верховного Совета РСФСР № 713/2 Мозолевский сельсовет был передан из состава Дрегельского района Новгородской области в Бокситогорский район Ленинградской области.
По данным 1966 и 1973 годов деревня называлась Мозолёво-1 и также являлась административным центром Мозолёвского сельсовета.
По данным 1990 года деревня Мозолёво-1 являлась административным центром Мозолёвского сельсовета, в который входили 13 населённых пунктов, общей численностью населения 941 человек, в самой деревне проживали 687 человек.
В 1997 году в деревне Мозолёво-1 административным центре Мозолёвской волости проживали 598 человек, в 2002 году — 479 человек (русские — 95 %).
В 2007 году в деревне Мозолёво-1 Борского СП проживали 540 человек, в 2010 году — 505.

## География
Деревня расположена в юго-западной части района на автодороге 41К-034 (Пикалёво — Струги — Колбеки).
Расстояние до административного центра поселения — 24 км.
Расстояние до районного центра — 24 км.
Через деревню протекает река Лининка.

## Демография
| 1997 | 2002 | 2007 | 2010 | 2013 | 2014 | 2017 |
| ---- | ---- | ---- | ---- | ---- | ---- | ---- |
| 598  | ↘479 | ↗540 | ↘505 | ↘500 | ↘499 | ↘427 |

## Инфраструктура
На 2017 год в деревне было зарегистрировано 181 домохозяйство.

## Достопримечательности
Каменная церковь во имя Казанской иконы Божией Матери. Построена в 1802 году на месте деревянной, существовавшей с 1672 года. Храм имел придел святителя Митрофана Воронежского. Здание перестроено под жилой дом.